# Национални парк Златна капија
Национални парк Златна капија један је од националних паркова Јужноафричке Републике, стациониран у Фри Стејт региону, близу границе са Лесотом. Покрива површину од 340 km². Добио је име и најпознатији је по томе што су његове пећинске стене златне, окер и наранџасте боје, посебно стена Брендвег. especially the Brandwag rock. Још једна карактеристика овог подручја су бројне пећине у којима су сачувани праисториијски цртежи. Дивљи свет у парку укључује зебре, мунгосе, еланд антилопе и преко 100 пописаних врста птица. Једини је национални парк у региону Фри Стејт и познатији је по лепоти пејзажа него по животињским врстама. У парку су рађени бројни палеонтолошки налази, а пронађена су јаја и скелети диносауруса.

## Географија и клима
Златна капија односи се на литице која се налазе са обе стране долине на брани националног парка. Године 1875. фармер Ј. Н. Р ван Ренен и његова супруга застали су на ово подручје док су путовали до оближње фарме. Ренен је овај предео назвао Златна капија због сунчевих зрака који боје пећина и стене подручја у златну боју. Године 1963. основан је Национални парк Златна капија, а његова површина тада је била 47,92 km². Парк је основан да би се у њему првенсвено сачувала стенска подручја. Године 1981. већи простор ушао је у састав парка, па је тако његова површина тада била 62,41 km², а 1998. године проширен је на 116,33 km². Године 2007. у површину Националног парка Златна капија увршћен је и Национални парк Кваква, па је његова површина од тада 340 km².
Парк се налази 320 км од Јоханезбурга, у близини села Кларенс и Кестел, а у његовој околини протиче река Мали Каледон. Парк је стациниран у подножју планине Малути, река Каледон формира његову јужно границу, као и границу између региона Фри Стејт и Лесота. Највши врх у парку је Рибокоп, који се налази на 2899 м надморске висине. У југоисточној Африци где се налази парк, клима је тропска и време је изутетно топло нарочито од јуна до августа. У периоду од октобра до априла парк погађају кише, а понекад и град, док зими има мало снежних падавина, углавном у вишим пределима. Просечне годишње падавине у парку износе 800 мм.

## Вегетација
Парк је подручје богатих планинских травнатих предела. На његовом простору пописано је више од 60 врста трава, луковица и других биљних врста. У парку су присутне афропланинске шуме и аустроафро травњаци, којих има изузетно мало у Јужноафричкој Републици. Leucosidea и остале зимзелене врсте су најраспрострањеније у парку, док су топола и врба ненативне врсте у парку, а постоји и велики број акација. На простору парка пописано је 117 врста тврдокрилаца.

### Дивљи свет
У парку су пописани слонови, лавови, црни носорози, леопарди, афрички биво , мунгоси, као и врста гмизавца Cordylus giganteus. У парку је пописано и дванаест врста слепих мишева, 10 врста месоједа и 10 врста антилопа. Врсте антилопа Redunca fulvorufula и Pelea capreolus уобичајене су и често виђење у парку.
Преко 210 врста птица пописано је у парку, укључујући брадана и угроженог капског стрвинара.
Седам врста змија забележено је у парку, укључујући врсте као што су Bitis arietans, Bitis atropos и Hemachatus haemachatus.

## Геологија и палеонтологија
Геологија парк апружа веома визуелне примере геолоке историје Јужноафричке Републике. Формација пешчара у парку чиње горњи део Кару супергруп стратиграфије. Ове формације су депониране пред трај тријаса. У то време, клима на простору данашњег парка постајала је све топлија, све док се нису створиле пустиње, што је резултирало појавом дина и пешчаних предела са ретким пределима оаза. Нестајање пешчара оконлано је када је лава прешла дуж пустиње, пре око 190 милиона година. На простору парка пронађени су фосилни остаци и ембрион диносауруса, 1978. године. Јаја датирају из тријас периода (од пре око 245 до око 202 милиона година), а пронађени су и фосилни остаци диносауруса Massospondylus.